# Aleksander Boruszczak
Aleksander Boruszczak (ur. 22 lutego 1868 w Karlovacu, zm. 5 lutego 1948 w Bad Bibra w Saksonii-Anhalt) – generał brygady Wojska Polskiego II RP.

## Życiorys
Urodził się 22 lutego 1868 w Karlovacu (niem. Karlstadt), w Chorwacji. Był starszym bratem Teodora (ur. 1874), pułkownika uzbrojenia Wojska Polskiego.
Ukończył pięć klas gimnazjum w Przemyślu. 1 września 1883 wstąpił do Szkoły Kadetów Piechoty w Łobzowie. 18 sierpnia 1886 rozpoczął zawodową służbę wojskową w cesarskiej i królewskiej armii. Został przydzielony do Galicyjskiego Pułku Piechoty Nr 55 we Lwowie, w stopniu kadeta-zastępcy oficera ze starszeństwem z 1 września 1886. W 1897 został przeniesiony do Węgierskiego Pułku Piechoty Nr 66 w Koszycach. W 1899 przez sześć miesięcy kształcił się w szkole korpuśnej w Sarajewie w Bośni i Hercegowinie. W 1904 służył w Morawskim Pułku Piechoty Nr 3 w Mostarze, a później w Cieszynie. W 1913 został przeniesiony do Morawskiego Pułku Piechoty Nr 8 w Brnie na stanowisko komendanta 2. batalionu. Na początku I wojny światowej dowodził batalionem, a we wrześniu objął dowództwo tego pułku. Walczył w obronie Twierdzy Przemyśl. 17 września 1915 dostał się do niewoli rosyjskiej. Był przetrzymywany na Kaukazie, uciekł z niewoli 24 kwietnia 1918. Do macierzystego pułku wrócił 19 maja 1918. W czasie służby w c. i k. Armii awansował na kolejne stopnie:
- porucznika (niem. Leutnant) – 1 maja 1890,
- nadporucznika (niem. Oberleutnant) – 1 listopada 1894,
- kapitana II klasy (niem. Hauptmann II kl.) – 1 maja 1902,
- kapitana I klasy (niem. Hauptmann I kl.) – 1906 ze starszeństwem z 1 maja 1902,
- majora (niem. Major) – 1 listopada 1913,
- podpułkownika (niem. Oberstleutnant) – 1 września 1915,
- pułkownika (niem. Oberst) – 11 listopada 1918 ze starszeństwem z 1 maja 1918[2].

1 listopada 1918 w Krakowie, w randze pułkownika, przyjęty został do Wojska Polskiego. Od 5 grudnia 1918 do 29 marca 1919 dowodził 16 pułkiem piechoty Ziemi Tarnowskiej. 22 marca 1919 został mianowany dowódcą III Brygady w Dywizji Litewsko-Białoruskiej. 26 października 1919 objął dowództwo 2 Dywizji Litewsko-Białoruskiej. 1 maja 1920 został zatwierdzony z dniem 1 kwietnia 1920 w stopniu generała podporucznika, w grupie oficerów byłej armii austriacko-węgierskiej. 7 lipca 1920 została mu powierzona obrona Wilna. 18 lipca, po poddaniu miasta wojskom sowieckim, został zwolniony ze stanowiska dowódcy dywizji.
26 sierpnia 1920 został postawiony w stan oskarżenia przed Trybunałem Obrony Państwa za tchórzostwo w obliczu wroga i oddanie Wilna bez obrony. 11 października 1921 sprawa została przeniesiona do Sądu Wojskowego Dowództwa Okręgu Warszawskiego. Kilka miesięcy później postępowanie zostało umorzone wobec braku znamion czynu przestępnego, a on sam zrehabilitowany. Mimo tego z dniem 1 czerwca 1922 został przeniesiony w stan spoczynku, w stopniu generała podporucznika z prawem noszenia munduru. W czerwcu 1922 nadano mu Krzyż Walecznych. 26 października 1923 Prezydent RP Stanisław Wojciechowski zatwierdził go w stopniu generała brygady.
Osiadł w Kiekrzu niedaleko Poznania, później w Goli koło Jarocina. W kampanii wrześniowej 1939 udziału nie brał. Po wkroczeniu Niemców do Wielkopolski podpisał volkslistę. Wiosną 1945 opuścił Golę próbując przedostać się do Austrii. Zmarł na grypę 5 lutego 1948 w Bad Bibra (Saksonia).
Z pierwszego małżeństwa miał troje dzieci. Po śmierci żony 18 września 1919 zawarł związek małżeński z Martą Albertyną z Anderseckow Stickarowską.

## Ordery i odznaczenia
- Krzyż Walecznych nr 38921 – 17 grudnia 1921 „w zamian za dyplom Fronu Litewsko-Białoruskiego «Za Waleczność»”[14][15]
- Order Korony Żelaznej 3. klasy z dekoracją wojenną i mieczami[16]
- Krzyż Zasługi Wojskowej 3 klasy z dekoracją wojenną i mieczami[16]
- Brązowy Medal Zasługi Wojskowej na czerwonej wstążce[16]
- Krzyż Wojskowy Karola[17]
- Krzyż za 25-letnią służbę wojskową dla oficerów[16]
- Złoty Medal Jubileuszowy Pamiątkowy dla Sił Zbrojnych i Żandarmerii[16]
- Krzyż Jubileuszowy Wojskowy[16]
- Krzyż Pamiątkowy Mobilizacji 1912–1913[16]
- Medal Rannych z dwoma paskami[17]

7 czerwca 1937 Komitet Krzyża i Medalu Niepodległości odrzucił wniosek generała o nadanie mu tego odznaczenia „z powodu braku pracy niepodległościowej”.